# Західний кукурудзяний жук
За́хідний кукурудзя́ний жук (лат. Diabrotica virgifera virgifera Le Conte) — небезпечний шкідник кукурудзи.
Личинки західного кукурудзяного жука живляться корінням кукурудзи. Але при їх відсутності певний час можуть живитися корінням деяких злакових трав, на яких не здатні повноцінно розвиватись. Личинки живляться корінням кукурудзи, що призводить до зменшення кореневої маси, поганого розвитку коріння і ураження його гнилями, які надають йому бурого забарвлення. Ослаблені рослини стають сприйнятливішими до різних захворювань, за рахунок того, що жуки та личинки є переносниками різноманітних збудників захворювань кукурудзи: грибкових, бактеріальних, вірусних. Пошкоджені дорослі рослини під час сильних вітрів та дощів легко полягають, і стебло набуває форми «гусячої шиї». При цьому стає повністю або частково неможливий механізований збір врожаю. Найбільша шкодочинність західного кукурудзяного жука проявляється на тих полях, де відсутня сівозміна. При беззмінному вирощуванні кукурудзи значно зростає щільність популяції цього шкідника.
Жуки живляться пилком, маточковими стовпчиками, незрілими зернами, листям кукурудзи. Крім цього, жуки можуть живитися пилком інших рослин з родин гарбузових, бобових, злакових, складноцвітих.
У 2005 році в Україні спеціалістами карантинної служби за допомогою феромонних пасток відловлено 22 140 імаго самців та 297 імаго самок на присадибних ділянках, на полях господарств та в населених пунктах 13 районів Закарпатської області. Виявлено вогнища західного кукурудзяного жука у 3-х нових гірських районах Закарпаття, таким чином цього шкідника виявлено в усіх районах Закарпатської області і територія під карантинним режимом по кукурудзяному жуку збільшилась на 11 373 га.
На 1.01.2006 року шкідник розповсюджений в 13 районах, 8 містах та 452 населених пунктах Закарпатської області на площі 14 148 га.
Розповсюдження яєць та личинок цього шкідника можливе з транспортом, залишками ґрунту, що прилипає до насіння, знаряддями праці. В пошуках корму дорослі особини перелітають на поля кукурудзи та інших культур у нові райони. Перенесенню жуків сприяє вітер.
Поширенням шкідника також може слугувати завезення жуків з підкарантинними вантажами і транспортними засобами, які прибувають з країн, де розповсюджений шкідник, та природним його розселенням по всій території України з вогнищ Закарпатської області.

## Карантинні заходи
Ввезення насіннєвого матеріалу і товарних партій кукурудзи з-за кордону дозволяється тільки за погодженням з Укрголовдержкарантином, проведенні ретельного огляду та експертизи. Важливим заходом є щорічне обстеження посівів кукурудзи маршрутно-візуальним методом, за допомогою феромонних пасток.
З агротехнічних заходів боротьби є дотримання сівозміни, що включає зернові (крім кукурудзи), багаторічні трави, конюшину, люцерну, просапні культури. Висівати кукурудзу на одному і тому ж полі можна лише через 3 роки, не допускаючи монокультури кукурудзи.
З хімічних заходів боротьби основним є обробка рослин пестицидами проти жуків та внесення в ґрунт при сівбі гранульованих препаратів проти личинок західного кукурудзяного жука.